# Клаус Кацур
Клаус Кацур (нім. Klaus Katzur, 26 серпня 1943 — 4 вересня 2016) — німецький плавець.
Призер Олімпійських Ігор 1972 року, учасник 1964, 1968 років.
Чемпіон Європи з водних видів спорту 1970 року, призер 1966 року.